# Limenitis leechii
Limenitis leechii är en fjärilsart som beskrevs av Moore 1898. Limenitis leechii ingår i släktet Limenitis och familjen praktfjärilar. Inga underarter finns listade i Catalogue of Life.